# Mokren
Mokren (bulgariska: Мокрен) är ett distrikt i Bulgarien.   Det ligger i kommunen Obsjtina Kotel och regionen Sliven, i den östra delen av landet, 270 km öster om huvudstaden Sofia.
I omgivningarna runt Mokren växer i huvudsak lövfällande lövskog. Runt Mokren är det ganska glesbefolkat, med 28 invånare per kvadratkilometer.